# Leptoglossus zonatus
Leptoglossus zonatus ist eine amerikanische Art der Randwanzen (Coreidae). Sie kommt vom Süden der USA (inklusive Arizona, Kalifornien, Florida, Louisiana und Texas) über Mexiko und Zentralamerika bis in den Süden Brasiliens vor. Die Art gilt als Schädling an diversen Kulturpflanzen wie beispielsweise Zitrusfrüchte oder Baumwolle.

## Merkmale

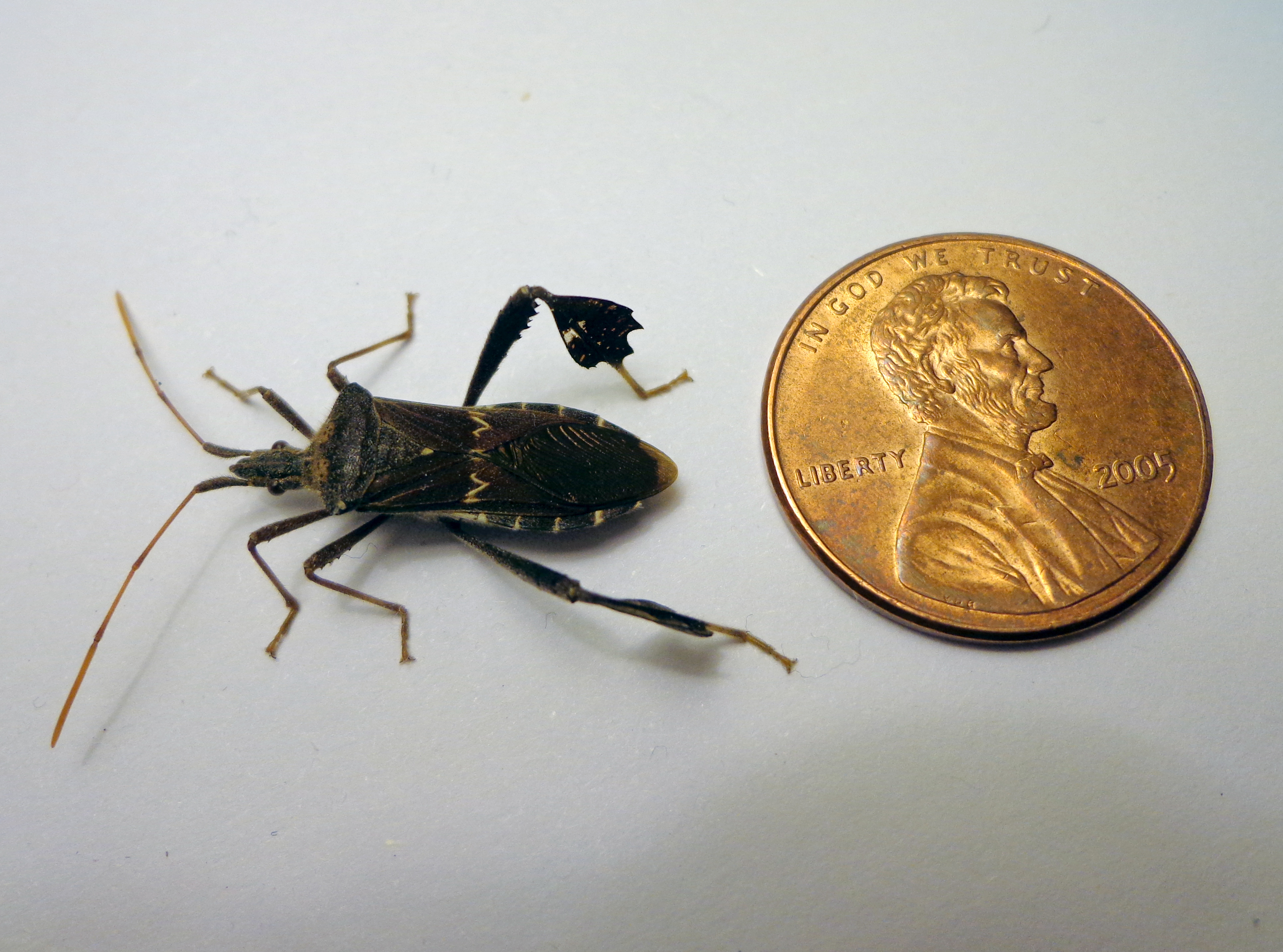
Größenvergleich mit einer Penny-Münze

Die ausgewachsenen Tiere werden 19 bis 21 Millimeter lang. Ihre Grundfärbung besteht aus einem Spektrum an diversen Brauntönen. Die Tiere haben auf ihren Hemielytren quer verlaufende, weiße Zickzacklinien und zwei größere gelbliche Punkte auf dem Prothorax, die ein taxonomisches Unterscheidungsmerkmal zu anderen Leptoglossus-Arten darstellen. Ebenso charakteristisch sind flache, eichblattartige Erweiterungen an den Tibien des hinteren Beinpaares. Die Nymphen haben eine orange bis rötlich braune Grundfärbung. Ihre Beine sind schwarz und weisen in den ersten Stadien noch keine eichenblattartigen Erweiterungen auf.

## Lebensweise
Gemäß Erfahrungen aus Louisiana werden die Tiere über das ganze Jahr gesichtet. Vermehrt kommen sie aber in den wärmeren Monaten vor. Die Tiere bilden häufig unabhängig von ihrem Entwicklungsstadium Gruppen. Vermutlich wird dies durch spezifische Aggregationspheromone ausgelöst. Die Wanzen besitzen auch verschiedene sonstige Pheromone, die zur Verteidigung (Alarmpheromone) oder zur Erkennung von möglichen Wirtspflanzen (Markierungspheromone) eingesetzt werden.
Leptoglossus zonatus ist eine polyphage Wanzenart. Sie saugt beispielsweise an Früchten und Samen von Baumwolle, Zitruspflanzen, vielen Nachtschattengewächsen, wie Tomaten oder Auberginen, Kürbisgewächsen, Avocadopflanzen und Getreide. Dafür stechen sie mit ihren Mundwerkzeugen in die Frucht und lassen giftige Verdauungssäfte hinein. Ebenso können sie als Wirt des Pilzes Nematospora coryli dienen. Als Folge des Stiches und der möglicherweise gleichzeitigen Kontaminierung durch weitere Krankheiten sterben die Früchte oder Samen in der Entwicklungsphase ab oder weisen später geringere Substanz auf oder entwickeln fleckige Stellen auf ihrer Oberfläche.

## Entwicklung
Die Tiere legen auf kleinen Stielen oder Blattadern durchschnittlich 1,47 Millimeter lange, hellgrüne, zylindrische Eier ab, die sich mit der Zeit braun verfärben. Die Eier weisen auf einer Seite eine runde Verdickung auf, die von den Nymphen als Ausstiegspunkt gebraucht werden. Die Eier werden in einer Kette mit bis zu 50 Stück (durchschnittlich aber etwa 15 Stück) entlang von Stielen oder Blattadern abgelegt. Nach dem Schlupf durchleben die Wanzen fünf Nymphenstadien. Die Nymphen entwickeln sich unter idealen Bedingungen in rund 30 Tagen. Die ungefähre Lebenserwartung der Tiere beträgt für Weibchen 70, für Männchen 55 Tage.

## Bekämpfung
Als Schädling wird diese Wanze mit unterschiedlichen Insektiziden oder alternativen biologische Mitteln, wie beispielsweise durch pathogene Pilze oder Parasiten, bekämpft.